# French Stewart
Milton French-Stewart, mais conhecido como French Stewart (Albuquerque, 20 de fevereiro de 1964) é um ator norte-americano, mais conhecido pelos papéis de Harry Solomon no seriado 3rd Rock from the Sun e Chef Rudy na série Mom.

## Biografia
French nasceu Milton French Stewart em Albuquerque, Novo México. Sua atividade começou em 1992.
Em 2002 o ator fez o papel de Marv, um bandido que tenta sequestrar Kevin no filme Esqueceram de Mim 4.

## Filmografia
- 1994 - Stargate - Tenente Ferrett
- 1996 - 3rd Rock from the Sun - Harry Solomon
- 1998 - Hercules - Icarus
- 1998-2000 Charmed - Temporada de 2000
- 1999 - Bartok the Magnificent - Oble
- 2005 - Duck